# 李賢暻
李賢暻（イ・ヒョンキョン、Lee Hyun-Kyung, 1973年4月10日 - ）は、韓国の柔道選手。階級は72kg超級。

## 人物
1995年の世界選手権では無差別に出場して銅メダルを獲得した。アジア選手権の72kg超級では優勝を飾った。1996年のアトランタオリンピックでは世界選手権72kg超級3位である孫賢美との国内代表争いに敗れて出場できなかった。世界学生の72kg超級で優勝したが、無差別では3位だった。1997年のワールドカップ国別団体戦では2位に入った。東アジア大会では3位になると、世界選手権では無差別で7位となった。

## 主な戦績
- 1994年 - 福岡国際 3位
- 1995年 - 世界選手権 無差別 3位
- 1995年 - アジア選手権 優勝
- 1995年 - 福岡国際 3位
- 1996年 - フランス国際 3位
- 1996年 - 世界学生 72kg超級 優勝 無差別 3位
- 1997年 - ワールドカップ国別団体戦 2位
- 1997年 - ドイツ国際 2位
- 1997年 - 東アジア大会 3位
- 1997年 - 世界選手権 無差別 7位
- 1997年 - 福岡国際 無差別 2位
- 1999年 - アメリカ国際 72kg超級 優勝 無差別 優勝